# Campionato greco di calcio a 5 1997-1998
Il Campionato greco di calcio a 5 1997-1998 è stato il primo Campionato greco di calcio a 5, disputato durante la stagione 1997/1998. La prima fase si è composta di otto mini-gironi che dovevano designare le sedici formazioni che dovevano disputare la seconda fase, in realtà le qualificate alla fase finale furono solo 14, con Proteas Lamia e Nikiforos D. ammesse direttamente ai quarti di finale.

## Ottavi
|  | Keratsini | 7 – 6 | Gerakas |  |

|  | Ermis Zografou | 5 – 2 | College |  |

|  | Athina 90 | 2 – 0 | Dias |  |

|  | Halkineos | 3 – 5 | Ag. Lazaros |  |

|  | Iniohos | 9 – 3 | Olimpiada Agia Paraskevi |  |

|  | Ag. Georgios | 2 – 0 | Messiniakos |  |

Al turno successivo: Proteas Lamia e Nikiforos D.

## Quarti
|  | Keratsini | 8 – 6 | Nikiforos |  |

|  | Ermis Zografou | 10 – 0 | Proteas Lamia |  |

|  | Athina 90 | 6 – 2 | Ag. Georgios |  |

|  | Ag. Lazaros | 6 – 3 | Iniohos |  |

## Semifinali
|  | Keratsini | 4 – 5 | Ag.Lazaros |  |

|  | Ermis Zografou | 3 – 4 | Athina 90 |  |

## Finale
|  | Ag.Lazaros | 3 – 5 | Athina 90 |  |